# Débarquement de Kinsale
Le débarquement de Kinsale, opéré le 12 mars 1689 avec 10 000 soldats de Louis XIV dans le petit port irlandais de Kinsale par le roi d'Angleterre en exil Jacques II, également roi d'Écosse sous le nom de Jacques VII, marqua le début de la guerre de la Ligue d'Augsbourg, qui se solda par la deuxième vague du jacobitisme exilé.
Chassé de son trône par Guillaume d'Orange et la Glorieuse Révolution anglaise de 1688, Jacques II s'était réfugié en France le 2 janvier 1689, sur le navire de l'amiral corsaire Phillip Walsh, qui s'installa à cette occasion à Saint-Malo, où il partira plus tard pour l'expédition de Moka. Le 22 janvier 1689, il est accueilli à Versailles par son cousin germain Louis XIV, qui l'installe dans le château de Saint-Germain-en-Laye, ville qui accueille dans les années qui suivent une importante communauté de jacobites irlandais, anglais et écossais, formant la cour jacobite de Saint-Germain en Laye, autour du roi d'Angleterre en exil.
En Irlande, la révolution orangiste ne fut acceptée que par la ville de Londonderry. Une partie importante des Irlandais catholiques étant restée fidèle aux Stuarts, la dynastie qui régnait depuis près d'un siècle sur les trois royaumes, ils se soulevèrent contre la Glorieuse Révolution, pour soutenir Jacques II, avec le soutien du roi de France Louis XIV.
Le roi français se voyant détourné de la politique de tout son règne par la révolution anglaise, il lui opposa son armée de 350 000 hommes et envoya Jacques II en Irlande, pour préparer une contre-révolution, qui semblait alors facile à effectuer en Angleterre, car la Glorieuse Révolution n'y avait été acceptée que par surprise, selon les jacobites. 
L'amiral français de la flotte de Bretagne, le maréchal de Château-Renault (1637-1716) avait ordre de débarquer à Galway les hommes, les armes et l'argent que la flotte de Louis XIV destinait au renversement de la Glorieuse Révolution, mais, se voyant côtoyé par l'amiral anglais Herbert, il prit le parti de débarquer au sud de l'Irlande, assez près de Kinsale.
L'escadre de Brest de la Marine française débarqua ainsi le 12 mars 1689 près de 10 000 hommes de troupe français dans le port de Kinsale, à une trentaine de kilomètres de Cork. L'expédition se compose de trente navires et sept frégates. Un second contingent de 5 000 soldats les rejoint peu après.
En mai 1689, les Français remportent une victoire maritime en mer d'Irlande, la bataille de Bantry, grâce à leur supériorité numérique, mais ils ne détruisent qu'une partie de la Royal Navy.
Malgré son ampleur, l'expédition militaire française se solda par un échec, à l'occasion de la bataille de la Boyne, le 11 juillet 1690, puis en Écosse en 1692 par un nouveau revers des alliés franco-irlando-écossais, qui entraîne le Massacre de Glencoe. Quinze mille irlandais préférèrent l'exil à la domination anglaise, et s'enfuirent en France, dans le cadre du traité de Limerick ; ils y formeront la brigade irlandaise.